# Kolumba
Kolumba es el museo de arte sacro de la arquidiócesis de Colonia, Alemania. Fue inaugurado el 14 de septiembre de 2007. El Museo es una edificación moderna construida por el arquitecto suizo Peter Zumthor.
La ruina de la antigua Iglesia de Santa Columba fue integrada en el edificio.
Es uno de los principales museos de la ciudad.

## Enlaces
- Wikimedia Commons alberga una categoría multimedia sobre Kolumba.
- Sitio web del museo